# Viktor Jelenić

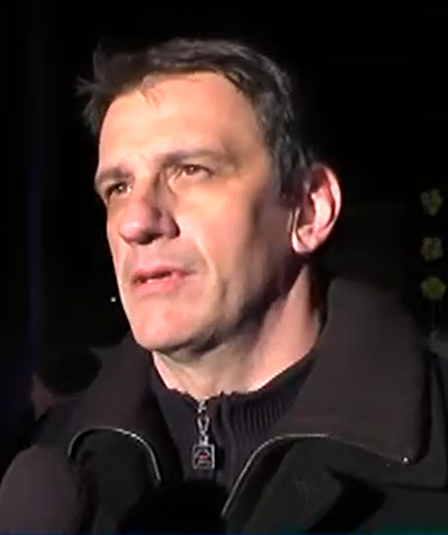
Viktor Jelenic (2019)

Viktor Jelenić (serbisch-kyrillisch Виктор Јеленић; * 31. Oktober 1970 in Belgrad, Jugoslawien) ist ein ehemaliger jugoslawischer Wasserballspieler. Mit der jugoslawischen Nationalmannschaft und der Mannschaft von Serbien und Montenegro gewann er bei Olympischen Spielen je eine Silber- und Bronzemedaille und bei Weltmeisterschaften erkämpfte er je einmal Gold und Bronze. Hinzu kamen drei Goldmedaillen bei Europameisterschaften.

## Karriere
Der 2,03 Meter große Viktor Jelenić spielte bis 1993 bei VK Roter Stern Belgrad und war 1992 und 1993 Meister von Rest-Jugoslawien. In den nächsten Jahren war er meist als Profi in Italien tätig, 2005 wurde er mit Rari Nantes Savona italienischer Meister.
Anfang 1991 bei der Weltmeisterschaft in Perth gewann die jugoslawische Nationalmannschaft ihre Vorrundengruppe vor den Spaniern und blieb trotz einer Niederlage gegen die Mannschaft der Sowjetunion auch in der Zwischenrunde an der Tabellenspitze. Nach einem 7:6-Sieg über das Team der Vereinigten Staaten trafen die Jugoslawen im Finale wieder auf die Spanier und siegten mit 8:7. Im Juni bei den Mittelmeerspielen in Athen siegten die Italiener, die jugoslawische Mannschaft wurde Zweite vor den Griechen. Im August 1991 fand ebenfalls in Athen die Europameisterschaft 1991 statt. Die Jugoslawen gewannen ihre Vorrundengruppe und waren nach der Zwischenrunde Zweite hinter den Spaniern. Nach dem Halbfinalsieg über die Italiener schlugen die Jugoslawen im Endspiel die Spanier mit 11:10.
Nach dem Zerfall Jugoslawiens war die Mannschaft von Rest-Jugoslawien, das Serbien und Montenegro umfasste, einige Jahre vom internationalen Turnierbetrieb ausgeschlossen. Bei den Olympischen Spielen in Atlanta durfte die Mannschaft wieder teilnehmen und unterlag im Viertelfinale den Kroaten mit 6:8. In der Platzierungsrunde unterlagen die Serben zweimal und wurden Achte. Jelenić erzielte sieben Treffer. Danach kehrte er erst 2000 in die Nationalmannschaft zurück. Bei den Olympischen Spielen 2000 in Sydney gewann die Mannschaft ihre Vorrundengruppe vor Kroaten und Ungarn. Nach einem Viertelfinalsieg über die Australier verlor die Mannschaft das Halbfinale gegen die Ungarn mit 7:8. Im Spiel um Bronze siegte das Team mit 8:3 gegen Spanien. Viktor Jelenić spielte in allen acht Partien, seine zwei Turniertore warf der Centerspieler im Vorrundenspiel gegen die Ungarn.
2001 bei der Europameisterschaft in Budapest besiegten die Jugoslawen im Viertelfinale die Spanier, im Halbfinale die Kroaten und im Finale die Italiener. Zwei Jahre später bei der Europameisterschaft in Slowenien erreichte die Mannschaft von Serbien und Montenegro mit einem 11:7-Halbfinalsieg über die Russen das Endspiel, dort besiegte die Mannschaft die Kroaten mit 9:8 nach Verlängerung. Jelenić warf im Turnierverlauf sieben Tore. Einen Monat später wurde in Barcelona die Weltmeisterschaft 2003 ausgetragen. Nach einer Halbfinalniederlage gegen Italien besiegte die Mannschaft aus Serbien und Montenegro im Spiel um den dritten Platz die Griechen mit 5:3. Bei den Olympischen Spielen 2004 in Athen belegte die Mannschaft aus Serbien und Montenegro in der Vorrunde den zweiten Platz hinter den Ungarn, den direkten Vergleich gewannen die Ungarn mit 6:4. Mit einem 7:5 über Spanien und einem 7:3 gegen Griechenland erreichte die Mannschaft aus Serbien und Montenegro das Finale. Dort verlor sie mit 7:8 gegen die Ungarn. Jelenić warf vier Turniertore, davon eins im Finale.